# Castles and Dreams
Castles and Dreams (в переводе с англ. — «Замки и грёзы») — первый DVD Ричи Блэкмора, Кэндис Найт и их проекта Blackmore's Night, вышедший в 2005 году. Это двойной диск с записью концерта из немецкого замка и большим количеством дополнительных материалов.

## Список композиций
| Диск 1 Концерт в Burg Veldenstein- Burg Neuhaus 2004 Intro Cartoche Queen For A Day I Queen For A Day II Under A Violet Moon Minstrel Hall Past Times With Good Company Soldier Of Fortune Durch Den Wald Zum Bach Haus Once In A Million Years Mr. Peagram`s Morris And Sword Home Again Ghost Of A Rose Mond Tanz / Child In Time / Mond Tanz Wind In The Willows Village On The Sand Renaissance Faire The Clock Ticks On Loreley All For One Black Night Midwinter`s Night / Dandelion Wine Credits Бонус Behind the Scenes Ritchie Blackmore Guitar Special | Диск 2 Акустика I Think it’s Going to Rain Today (музыка и тексты Рэнди Ньюмена)- Burg Rheinfels Christmas Eve — Burg Waldeck 2004 Shadow of the Moon Queen for a Day Under a Violet Moon Видео The Times They Are A Changin' Way to Mandalay Once in a Million Years Hanging Tree Christmas Eve Документальное видео Blackmore’s Night: История Once Upon a Time: История Ритчи и Кэндис Tour Start: St. Goar 2004 Hanging Tree: Создание музыки с друзьями Shclossgeister — Немецкое ТВ Goldene Henne — Немецкое ТВ (представление) Fernsehgarten — Немецкое ТВ (представление) Прокламации Дискография — Blackmore’s Night Биография — Кэндис Найт Биография — Ритчи Блэкмор Интервью — Группа и участники Специальный бонус Слайды Частное видео Кэндис Найт |